# 캐서린 호튼
캐서린 호튼(Katharine Houghton, 1945년 3월 10일~)는 미국의 영화배우이자 극작가이고 연극 배우이자 작가이고, 
하트퍼드에서 태어났다. 그녀의 이모는 캐서린 헵번이다.

## 영화
- 라스트 에어벤더 (2010년)
- 킨제이 보고서 (2004년)
- 에단 프롬 (1993년)
- 그 남자의 방 그 여자의 집 (1993년)
- 미스터 노스 (1988년)
- 데이빗 프로스트 쇼 (1969년)
- 초대받지 않은 손님 (1967년)